# Ватопедская икона Божией Матери
Ватопе́дская ико́на Бо́жией Ма́тери (греч. Παραμυθία — Парамифия, в славянской традиции именуемая «Отрада», или «Утешение») — образ Богородицы из Ватопедского монастыря на горе Афон. В том приделе, где находится икона, издавна совершаются пострижения в монахи братии обители. Празднование иконы совершается 21 января (3 февраля).

## Иконография
Богородица изображена с лицом, обращённым к правому плечу, так как, по преданию, 21 января 807 года она повернулась к игумену, молившемуся близ нее, и предупредила его о нашествии разбойников, намеревавшихся напасть на обитель. Богородица сказала: «Не отверзайте сегодня врат обители, но взойдите на стены монастырские и разгоните разбойников». После этого игумен увидел, что лик Богоматери и Младенца Иисуса оживились. Младенец простер Свою руку, и закрывая ею уста Своей Матери, обратил на Нее Свое лицо и сказал: «Нет, Мать Моя, не говори им этого, пусть они будут наказаны». Но Богоматерь, стараясь удержать руку Своего Сына, снова произнесла двукратно те же слова: «Не отверзайте сегодня врат обители, но взойдите на стены монастырские и разгоните разбойников». Тогда игумен собрал братию и пересказал им всё случившееся. После этого они заметили, что лицо Богоматери и Иисуса и изображение этой иконы сделались в другом виде. Они поспешили на монастырские стены и отразили нападение разбойников. С той поры Ватопедская икона Богоматери сделалась известной ещё под именем «Отрада», или «Утешение», и положение лиц Богоматери и Богомладенца осталось в том виде, в каком оно сделалось при троекратном голосе, слышанном игуменом.
После этого чуда икону отделили от стены, украсили серебряной с позолотой ризой и перенесли в специально устроенный на хорах собора придел (параклис), где она пребывает и ныне. Перед иконой горит неугасимая лампада и ежедневно поётся особый молебен. В память о чудесном избавлении насельники Ватопедского монастыря совершают пострижение в монахи только в этом приделе.
Почитаемый в монастыре образ Ватопедской иконы датируется XIV веком. На иконе лик Богородицы смотрит вправо, и Она своей правой рукой отклоняет от своих уст правую руку Богомладенца, а в его левой руке находится свёрнутый свиток.

## Списки
Местночтимые списки иконы в России находятся в Спасо-Яковлевском монастыре, являющаяся келейной иконой святителя Димитрия Ростовского, в Знаменской церкви Борисоглебска (происходит из Таволжанской женской обители, написана на Афоне в 1902 году), в Санкт-Петербургском девичем Воскресенском монастыре (привезена с Афона, освящена в 1854 году) и в Воскресенском монастыре г.Тольятти.